# 뉴질랜드 전쟁
뉴질랜드 전쟁(New Zealand Wars, 마오리어: Ngā pakanga o Aotearoa)은 1845년부터 1872년까지 뉴질랜드 식민지 정부와 동맹 마오리 한편, 마오리 및 마오리 동맹 정착민 간의 전투로 진행되었다. 전쟁은 유럽 정착민이 마오리로부터의 토지 구매와 관련된 긴장으로 인해 초기에는 지역적인 충돌로 시작되었으나, 1860년부터 정부가 단결된 마오리 저항에 직면하고 있다고 확신하면서 급격히 확대되었다. 식민 정부는 대규모 캠페인을 위해 수천 명의 영국 군대를 소집하여 키이타가(Kīngitanga, 마오리 왕) 운동을 무너뜨리고 영국 정착민을 위한 농업 및 주거용 토지를 정복하려 했다. 이후의 전쟁은 마오리 토지 정복에 강력히 반대하고 마오리 정체성을 강화하려는 목표를 가진 파이 마리레(Pai Mārire) 종교 및 정치 운동을 억압하는 데 초점을 맞췄다. 마오리 정체성을 증진시키는 종교적 운동이 전쟁에서 중요한 역할을 했다.
1860년대 적대행위가 절정에 달했을 때, 18,000명의 영국 군대가 포병, 기병, 지역 민병대의 지원을 받아 약 4,000명의 마오리 전사들과 전투를 벌였다.  이는 인력과 무기의 극심한 불균형을 초래했다. 비록 수적으로 열세였지만, 마오리는 포병을 방어하기 위한 벙커와 적의 진격을 저지하고 큰 피해를 입히면서도 큰 손실 없이 빠르게 철수할 수 있는 전략적으로 배치된 파(요새화된 마을)를 이용해 적의 공격을 견뎌낼 수 있었다. 후속 캠페인에서는 양측 모두 게릴라 전술을 사용했으며, 주로 밀림 속에서 전투가 벌어졌다. 타라나키 및 와이카토 전역 동안 약 1,800명의 마오리와 800명의 유럽인이 목숨을 잃었고, 전쟁 전체를 통틀어 마오리의 총 손실은 2,100명을 넘었을 것으로 추정된다.
토지 소유권을 둘러싼 폭력은 1843년 6월 남섬의 와이라우 계곡에서 처음 발생했으며, 타라나키에서의 긴장이 고조되면서 1860년 3월 와이타라에서 영국 군대가 개입하게 되었습니다. 정부와 키이타가 마오리 간의 전쟁은 북섬의 다른 지역으로 확산되었으며, 가장 큰 캠페인은 1863–1864년 와이카토 침공이었습니다. 이후 적대행위는 1868–1869년 타라나키의 리와 티토코와루 추격과 1868–1872년 동해안의 마오리 추장 테 코우티 아리키란기 테 투루키에 의해 종료되었습니다.
처음에는 마오리가 영국 군대와 전투를 벌였지만, 뉴질랜드 정부는 지역 민병대, 소총 자원병, 산림 전문 레인저 및 정부 지지 마오리인인 쿠파파를 포함한 자체 군대를 발전시켰다. 오스트레일리아가 전쟁에 널리 개입함에 따라 빅토리아 식민지는 해군을 파견했고, 최소 2,500명의 자원봉사자들이 태즈먼해를 넘어 뉴질랜드 민병대와 통합되었다. 정부는 또한 마오리 반대 세력을 투옥하고, 정착민을 위한 판매를 위해 북섬의 광범위한 지역을 몰수하는 법률을 제정하여 전쟁 비용을 충당하는 데 사용했다. 이러한 처벌 조치는 동서 해안에서 마오리의 저항과 공격성을 더욱 강화하는 결과를 초래했다.
뉴질랜드 전쟁은 이전에 토지 전쟁(영어: Land Wars) 또는 마오리 전쟁(영어: Māori Wars)으로 불렸으며, 이 갈등에 대한 초기 마오리어 이름은 테 리리 파케하(Te riri Pākehā, "백인의 분노")였다. 역사학자 제임스 벨리치가 1980년대에 "뉴질랜드 전쟁"이라는 이름을 대중화했지만,  빈센트 오말리에 따르면 이 용어는 역사학자 제임스 코완이 1920년대에 처음 사용했다.

## 같이 보기
- 뉴질랜드의 역사
- 와이라우 사건